# 田原彩香
田原 彩香（たはら あやか、1989年3月1日 - ）は、日本のタレント、女優、フリーアナウンサー。本名同じ。
神奈川県出身。フリップアップ所属。

## 略歴
神奈川県立希望ヶ丘高等学校、中央大学文学部人文社会学科卒業。
神奈川県立希望ヶ丘高等学校1年時にミスコンテストに選出される。その後、高校生頃からフリーペーパーのモデル、大学入学後は、広告モデル、女子大生情報誌『DolceVita』モデル、『mina』の読者モデルを経験。
2008年4月から、tvkの情報番組『みんなが出るテレビ』に女子大生レポーターとして出演。同年12月、番組の終了に伴いレポーターを卒業。
2008年11月から2009年1月まで、文化放送『岩本勉のまいどスポーツ』の1コーナーである「まいどキュメンタリーHAKONEキャンパスレポート｣にレポーターとして出演。
2008ミス中央大学にノミネート、パフォーマンス賞受賞。
2009年10月から、J:COM東京のHometown 府中･小金井･国分寺の新ホームタウンファミリーとしてレギュラー出演していた。
2011年3月、秦建日子脚本・演出『比翼の鳥 / ファインディング・サトコ』で舞台初出演。
2012年10月、圭三塾（厚生労働大臣認可）25期生に合格。
大学卒業後は大手人材広告会社の営業、広報の業務に就き、退職後、フリップアップに所属し、タレント活動を再開。その傍ら金融・コンサルタント会社のファイナンシャルプランナーとしても活動し、資格取得や香港で研修を受けていた。
2015年7月からschoo　WEB-campus にアナウンサー（受講生代表）としてレギュラー出演。
2016年5月、蒲田警察署一日署長（一日警察署長）就任
2017年6月、渋谷警察署一日署長（一日警察署長）就任
2017年からビジネスタレントとして、ビジネス関連のメディアにて活動。
2018年9月、アナウンサーをつとめるschooにて100万円を本当に投資する学べるドキュメンタリー、ビットコインサバイバーに出演。
2019年、ビジネスタレント協会を設立。代表に就任。
2020年、スタートアップメディア　バンドオブベンチャーズ　代表に就任。

## 出演中の番組
- schoo　WEB-campus アナウンサー
- ビジネス・ブレイクスルーCh（スカパー！）キャスター
- アクセラレータープログラム「AI.Accelerator」司会進行アシスタント（ディップ株式会社）
- FUJITSU アクセラレータープログラム、TECHTALK司会進行(富士通株式会社)
- NEDOピッチ(国立研究開発法人新エネルギー産業技術総合開発機構)MC

## 来歴・人物
- 漢字検定2級　珠算2級　英語検定準2級　数学検定3級の他、DJライセンス、MDライセンス、フードアナリスト、ＰＡＤＩスキューバダイビングライセンス、生命保険募集人、ファイナンシャルプランナー、福利厚生管理士、簿記検定などの資格を持っている[1]。[要出典]。
- 趣味・特技は、旅行(海外へ１０ヵ国以上)、ピアノ・フルート演奏[1]、クラシックバレエ、茶道、観劇、読書、文章を書くこと。[要出典]
- 小学校時代は茶道部、中学は吹奏楽部、高校ではダンス部に所属していた。
- 妹がいる[2]。
- はじめてのオーディションは、小学校4年生の時、クラシックバレエ舞台　厚木シティバレエによる『くるみ割り人形』
- 将来の目標は、「美しい日本語を話せる人になること」、「人の魅力を引き出すことができる人になること」
- 好きな食べ物は和食。好きな休日の過ごし方はお料理教室（ブログより）。
- 2017年～ビジネスに詳しいタレントであるビジネスタレントとして関連のメディアにて活動。経営者、投資家へのインタビュー、パネルディスカッション等の司会を得意とする。
- ベンチャー企業の役員をつとめながら、ビジネス領域専門のタレント活動をするキャリアの積み方をパラレルキャリアのクロスワークとし、各種メディアに取り上げられる。

## 出演番組

### テレビ(情報番組・バラエティ)
- みんなが出るテレビ（tvk、2008年4月15日-2008年12月23日）
- 音楽缶（tvk、2008年9月-）
- あゆちゃんねる「こちらワクワク情報局」（厚木伊勢原ケーブルネットワーク、2009年4月13日 - ）
- はまっこアイ『ヨコハマ調査隊』（横浜テレビ局、2009年4月20日 - ）
- 平成教育学院☆放課後（BSフジ、2009年7月4日）
- 「高校生ロボットカー・エコカーコンテスト」リポーター（テレビ埼玉、2009年8月）
- Hometown府中・小金井・国分寺（J:COM東京、2009年10月 - 2011年3月）
- 特報首都圏「“ゆとり”と言われる若者たち」（NHK総合、2009年12月18日）
- キャンパスナビTV（東京MXテレビ（TOKYO MX）、2010年1月 - 3月）
- つながるセブン（J:COM東京ほか、2011年1月5日 - 2012年3月30日） - 「つながるお天気」コーナーでお天気リポーター
- 「総理一直線」(あっ!とおどろく放送局)
- お願い!ランキング（テレビ朝日）
- 「じもッティ!」レポーター(J:COMチャンネル)
- 「綾瀬市長選挙　開票速報」(J:COMチャンネル、2016年7月10日)
- 「古館がニュースでは聞けなかった１０大質問!!だから直接聞いてみた」(TBS、2016年11月9日)
- 「達人道」(ｔｖｋ、テレビ埼玉、2016年11月25日、12月1日)
- ビジネス・ブレイクスルーCh（スカパー！）キャスター(2018年～)

### テレビドラマ
- 「そして、誰もいなくなった」第6話(日本テレビ、2016年8月21日)
- 金曜ロードSHOW!特別ドラマ企画　「ガードセンター24　広域警備指令室」(日本テレビ、2016年9月16日)

### インターネットテレビ
- schoo　WEB-campus アナウンサー(2015年7月～)
- キャリア甲子園　2015～　司会(ニコニコ生放送)
- キャリアインカレ　2015～　司会(ニコニコ生放送)
- AbemaTV 「キチョハナカンシャＴＶ」(2016年9月21日)
- 「Rakuten SUPER TV」(2016年10月12日)
- ライフシフト大学(2020年～)
- 次世代デジタル変革会議　一般社団法人日本デジタルトランスフォーメーション　司会(2020年)
- ゼロからはじめるテレワーク　キャリアシフト株式会社(2020年～)

### CM
- Web「楽天市場」(2016年10月～)

### ラジオ
- サッポロビールPresents・まいどキュメンタリーHAKONEキャンパスレポート（文化放送、2008年11月16日 - 2009年1月4日）
- Animo!（FMヨコハマ、2009年7月29日）
- GREEN STATION（InterFM、2010年12月4日）
- なでしこラジオ（渋谷FM） - フードアナリストとして出演
- FMヨコハマ「E-ne!〜good for you〜」内 "ヨコハマスマートモビリティ" レポーター
- SHIBUYA　VOICE(ShibuyaCross-FM、2018年12月6日)
- ラジオトーク　パーソナリティ(2019年８月～2020年5月)

ナレーション
年金積立金管理運営独立行政法人(2019年～)
株式会社Doctor Web Pacific(2021年～)

### 映画
- 風の外側（2007年12月22日公開）
- 草食系男子。（2010年）
- 肉食系女子。（2010年）
- 心に吹く風（2017年、松竹ブロードキャスティング）

### 舞台
- 漆原宏樹　演出・振付　厚木シティバレエ公演　くるみ割り人形　（1998年）
- 秦建日子脚本・演出『比翼の鳥／ファインディング・サトコ』　萬劇場　（2011年3月2日 - 3月6日）
- 『セラピスト』　築地本願寺ブティストホール　（2015年）-ヒロイン　少女役
- 『罪と罰』　笹塚ファクトリー（2015年）
- 『祈りの詩』築地本願寺ブティストホール　（2016年）-ヒロイン　遥役
- 『青い鳥』曳船文化センター（2016年）-主役　ミチル役
- 『ＢＬＴサンドウィッチカフェ』劇団くもりのちはれ×MaxＩma Theater (2016年)

### イベント(主な出演)
- 「東京文化発信プロジェクト TOKYO MUSIC CIRCLE in 都庁前都民広場」司会
- よみうり資産運用セミナー　主催　読売新聞社　東京証券取引所　司会
- 蒲田警察署「蒲田３Ｓ自転車安全利用キャンペーン」一日警察署長
- 「ヨコハマ・ヒューマン＆テクノランド」　レポーター　(2015年7月、2016年7月、2017年7月)
- 「第5回せたがやバンドバトルLIVE IN NHK技研!」　司会　(2016年11月6日)
- 「国際ホテル・レストラン・ショー」　司会　(2017年2月)
- 「ブライダルフェスタbyハナユメ」　司会　(2017年3月)
- DIVE INTO CODE　「DEMODAY」　司会　(2017年5月)
- 渋谷警察署「痴漢被害防止キャンペーン」一日警察署長
- サマーインターンイベント「Summer Meetup!」　司会　(2017年6月)
- 「TOKYO RECRUIT FESTIVAL」　司会　(2017年6月)
- 「勝ち抜くための資金調達」　司会　(2017年6月)
- アクセラレータープログラム「AI.Accelerator」司会進行アシスタント（ディップ株式会社）(2017年8月～)
- 「AI Techスタートアップの資金調達しナイト」　司会　(2017年8月)
- 府中警察署「交通安全イベント」一日警察署長
- 「サイクルモード　インターナショナル　ニッポンサイクルツーリズム」　司会　(2017年11月)
- 「スタンレーマイコンサート」　司会　(2017年11月)
- 「エンジニアの新規事業チャレンジしナイト」　司会　(2017年11月)
- 「世界シゴト博」　司会　(2017年11月)
- 「紅白ピッチ合戦」　司会　(2017年12月)
- 「HUB DAY」　司会　(2018年1月)
- 「日本の食・農業をwebで変革しNight」　司会　(2018年2月)
- 「日中仮想通貨カンファレンス」　司会　(2018年2月)
- ch FILES主催「JK×JK　未来トーク」　司会　(2018年2月)
- 田中秀臣(経済学者)トークショー(2018年～)
- Interop Tokyo　司会(2018年～)
- JTBアクセラレーター　司会(2018年)
- JAPAN　BLOCKCHAIN　CONFERENCE　2018　司会(2018年)
- HR　Tech　GP　司会モデレーター(2018年、2019年)
- ヤマハミートアップ　司会(2018年～)
- FINSUM2018　出演(2018年)
- 学園祭　東海大学　本郷奏多トークショー　司会(2018年～)
- Innovation　Field みずほ証券　あずさ監査法人　司会　(2018年～)
- KAIKA　HR　Techピッチ　司会　モデレーター(2019年)
- 東急アクセラレータープログラム　司会(2019年)
- TERMINAL　Sky株式会社　司会(2019年)
- 第21回ダノン健康栄養フォーラム　司会(2019年)
- Blue Innnovation　Conference　司会(2019年)
- YAMAHA　Network Innovation　出演(2019年～)
- 資格PBアカデミー　司会　(2019年)
- 中央大学野島記念BusinessContest　司会(2019年～)
- とやまスタートアッププログラム　司会(2020年)
- 待ったなしのテレワークで気づいたアフターコロナの働き方　司会(2020年)
- J-Startup LIVE(経済産業省)司会　(2020年～)
- セコムオープンラボ　20年代のサービス展望　司会(2020年～)
- 仕事を止めるな！進化を止めるな！働き方のニューノーマル　出演(2020年)
- Fujitsu　Activate　Now　モデレーター(2020年)
- NoCodeサミット　司会(2020年)
- 鹿沼市DXセミナー　鹿沼市中小企業支援協議会　司会　(2021年)
- 未来を創る起業　TOKYO創業ステーション　司会　モデレーター(2021年)
- その他多数出演。

### 雑誌
- 横浜美少女図鑑 2008- モデル
- mina（主婦の友社）
- ビーズアップ（ビューティー情報誌）
- 週刊プレイボーイ 「発見!女子アナの卵」
- 横浜ウォーカー 「女子大生ハマネタリポート」
- with（講談社）withgilsモデル
- ROLA 2016年9月号(新潮社)インタビュー
- CLASSY　2019年4月号

### Webコラム
- 「人生デザイン U-29」(NHK Eテレ)　webコラム
- 「お金の知りたい!」　webマガジン
- 「田原彩香が教える2018卒就活生が今やるべき企業分析とは」
- ビットコインラボ　仮想通貨座談会

### その他
- サタデートーキングモール（iiasつくば店内放送、2009年 - ）
- 「鎌倉・由比ガ浜　ＦＭヨコハマ　ビーチハウス」ＤＪ
- So-netキャンパスサポーターズ5期生
- 中央大学 パンフレット
- 「あっちむいてホイ 小町」アプリ モデル
- 「就活しくじり先生」　動画配信　2017
- 2017年7月15日、9月10日　府中警察署一日署長(一日警察署長)就任